# Hydraena thienemanni
Hydraena thienemanni är en skalbaggsart som beskrevs av Armand D'Orchymont 1932. Hydraena thienemanni ingår i släktet Hydraena och familjen vattenbrynsbaggar. Inga underarter finns listade i Catalogue of Life.